# Gvarda
Gvarda war zwischen 995 und 1000 unter König Svetoslav Suronja der dritte Ban des mittelalterlichen Königreiches Kroatien.
Er wird erwähnt in einer Urkunde von König Petar Krešimir IV. dem Großen aus dem Jahr 1068.